# Palliolisentis polyonca
Palliolisentis polyonca är en hakmaskart som beskrevs av Schmidt och Hugghins 1973. Palliolisentis polyonca ingår i släktet Palliolisentis och familjen Quadrigyridae. Inga underarter finns listade i Catalogue of Life.